# Armorial des localités de Hongrie/R
Cette page donne les armoiries des localités de Hongrie, commençant par la lettre R.

## Ra-Rá

Ráckeve

## Re-Ré

Réde
Regenye